# São José do Barreiro
Pour les articles homonymes, voir São José et Barreiro (homonymie).
São José do Barreiro est une municipalité brésilienne de l'État de São Paulo.
Sa population était estimée à 4 490 habitants en 2009. Elle s'étend sur 570,629 km2.
Elle fait partie de la Microrégion de Bananal dans la Mésorégion de la Vallée du Paraíba Paulista.